# Gerhard Hoch

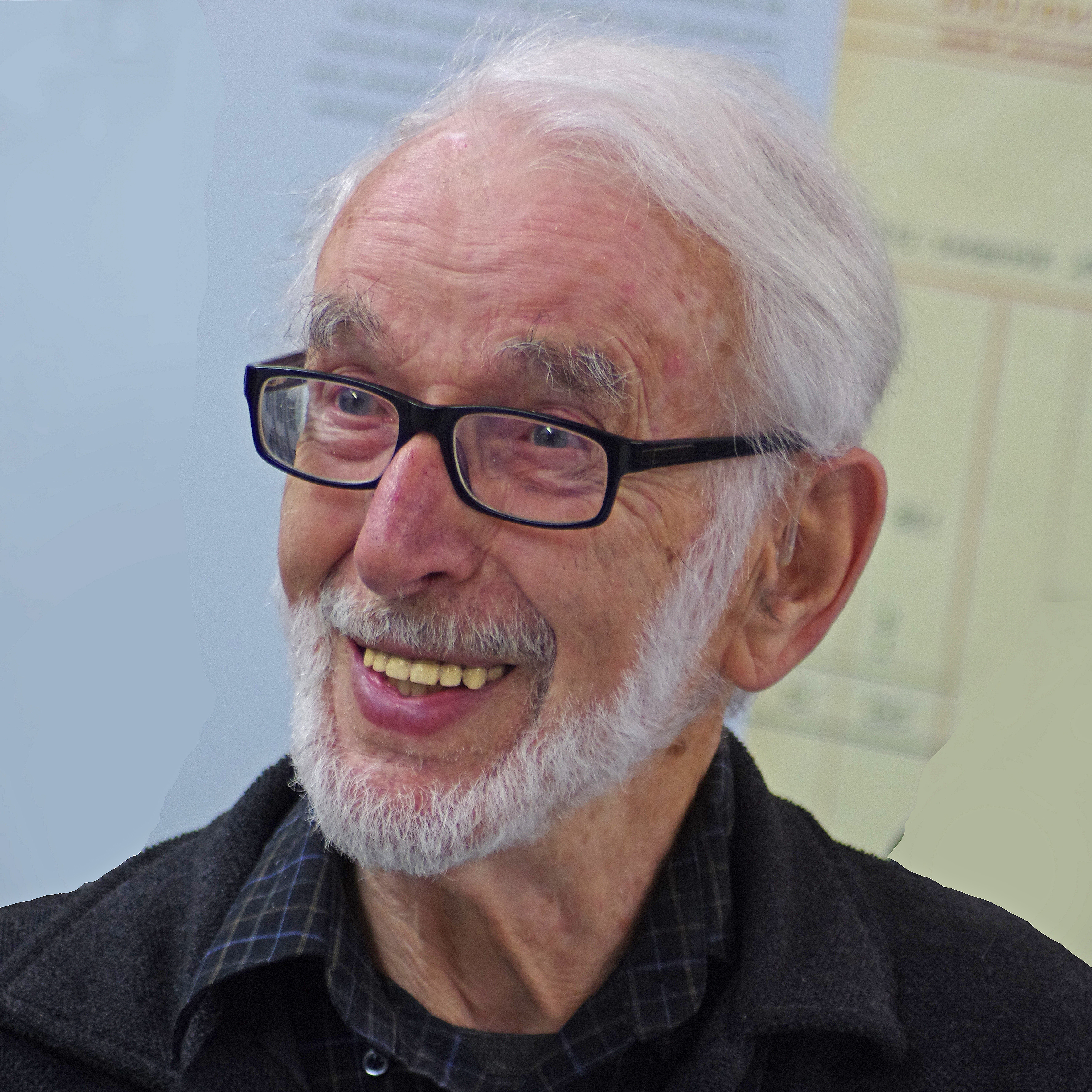
Gerhard Hoch, Oktober 2014

Gerhard Hoch (* 21. März 1923 in Alveslohe; † 6. Dezember 2015 ebenda) war ein deutscher Bibliothekar und Historiker. Er hat sich besonders durch die Aufarbeitung der Zeit des Nationalsozialismus in Schleswig-Holstein ausgezeichnet.

## Leben
Hoch stammte aus einfachen Verhältnissen. Hochs Vater Ernst war Maler, die Mutter Christine war Kinderkrankenschwester. Gerhard besuchte die Volksschule in Alveslohe, die Mittelschule schloss er in Barmstedt mit der Mittleren Reife ab. Hoch folgte politisch den Fußstapfen seines Vaters, der schon 1930 Mitglied der NSDAP geworden war. Er wurde Mitglied im Deutschen Jungvolk, später in der Hitlerjugend, in der er zum Scharführer aufstieg und Vorteile genoss. Er profitierte nach Fürsprache seiner Lehrer, der HJ-Leitung und des NSDAP-Ortsgruppenleiters von der Errichtung der nationalsozialistischen Lehrerbildungsanstalt in Lunden, die er von 1940 bis 1942 besuchte, wo weltanschaulich zuverlässige Jugendliche zu Volksschullehrern ausgebildet wurden. Die akademische Ausbildung für Volksschullehrer sollte mit diesem Modell abgeschafft werden. Die Ausbildung fand in kasernierter Form in einem Internat statt, die Schüler trugen eine besondere Uniform. Besonderen Wert wurde auf die weltanschauliche Schulung gelegt, in der die Schüler neben anderem lernen sollten, die Welteroberungspolitik und die Judenvernichtung ideologisch zu untermauern. Auch die wehrsportliche Ausbildung und Schießen waren ein Schwerpunkt. Am 28. Mai 1941 beantragte er die Aufnahme in die NSDAP und wurde zum 1. September desselben Jahres aufgenommen (Mitgliedsnummer 8.626.670). Im Frühjahr 1942 wurde die Ausbildung in Lunden abgebrochen und Hoch in die Wehrmacht eingezogen. Er nahm am Krieg in Nordrussland teil und wurde später ins Rheinland versetzt; zuletzt war Hoch Unteroffizier.
1945 geriet Hoch in amerikanische Kriegsgefangenschaft. Die Zeit von April 1945 bis Frühjahr 1946 verbrachte er in einem Kriegsgefangenenlager in den USA, danach war er bis 1948 in England interniert. Währenddessen konnte er an einer Kriegsgefangenenhochschule im Norton Camp in Nottinghamshire Theologie studieren. 1948 kehrte Hoch nach Alveslohe zurück. 1949 trat er in Süddeutschland in die katholische Kirche über und wurde Benediktiner. Ab 1950 bis 1956 studierte er Katholische Theologie – hauptsächlich im Benediktinerkloster Erzabtei Beuron –, aber auch an der Universität Würzburg. 1956/57 verließ er den Orden. Von 1958 an arbeitete Gerhard Hoch als Diplombibliothekar an der Universitätsbibliothek Hamburg, ab 1973 amtierte er als Leiter der Hamburger Lehrerbibliothek am damaligen Institut für Lehrerfortbildung (heute Bibliothek im Landesinstitut für Lehrerbildung und Schulentwicklung). 1984 wurde Hoch pensioniert.
Hoch heiratete 1957 und bekam mit seiner Frau vier Söhne. 1967 zogen die Hochs nach Alveslohe. Hoch war für mehrere Jahre in Alveslohe und Kaltenkirchen politisch aktiv. Er engagierte sich in der Deutschen Friedensunion (DFU), für die er bereits bei der Bundestagswahl 1965 erfolglos auf der Landesliste Hamburg kandidiert hatte. In diese Zeit fiel die Wiederentdeckung der KZ-Außenstelle Kaltenkirchen und eines Sterbelagers für sowjetische Kriegsgefangene dicht bei Kaltenkirchen. Gerhard Hoch begann, die vergessene Geschichte dieser Institutionen und der Stadt Kaltenkirchen in der Zeit des Nationalsozialismus genauer zu erforschen. Daraus wurde das 1980 erschienene Buch Zwölf wiedergefundene Jahre. Kaltenkirchen unter dem Hakenkreuz, das ihn bundesweit bekannt machte. Hochs Untersuchung markiert den Anfang der regionalgeschichtlichen Forschung zur NS-Zeit in Schleswig-Holstein. 1983 gründete Hoch mit anderen den Arbeitskreis zur Erforschung des Nationalsozialismus in Schleswig-Holstein e. V. (Akens), der die Informationen zur Schleswig-Holsteinischen Zeitgeschichte (ISHZ) herausgibt und die lange unterbliebene Aufklärungsarbeit über die NS-Zeit in Schleswig-Holstein initiierte. Im Jahre 2000 wurde unter tätiger Mithilfe von Hoch die KZ-Gedenkstätte des KZ-Kaltenkirchen in Springhirsch eröffnet. Gerhard Hoch war der Ehrenvorsitzende des Trägervereins.
Gerhard Hoch verfasste zahlreiche wissenschaftliche Arbeiten, die als Beiträge in wissenschaftlichen Zeitschriften, in Sammelwerken sowie als selbständige Publikationen erschienen.
Während Hoch überregional schon anfangs große Anerkennung fand, aber in seiner Heimatregion angefeindet wurde, weil ihm konservative Schleswig-Holsteiner wegen seiner Aufklärung über die NS-Zeit und die damaligen Verbrechen „Nestbeschmutzung“ vorwarfen, war Hoch später ein im ganzen Land geachteter Historiker. Auch seine Heimatstadt hat sich mit ihm ausgesöhnt. Er wurde vielfach geehrt.

## Auszeichnungen
- Ehrennadel des Landes Schleswig-Holstein 1996, die durch den Ministerpräsident verliehen wird.
- Marion-Samuel-Preis im Jahre 2000, der von der "Stiftung Erinnerung" unter der Schirmherrschaft der Vereinigung Gegen Vergessen – Für Demokratie in Berlin verliehen wird. Hoch war der zweite Preisträger nach Raul Hilberg
- Ehrendoktorwürde der Universität Flensburg 2004, u. a. unter der Mitwirkung von Uwe Danker, dem Vorsitzenden des Promotionsausschusses und Direktor des IZRG.[6]
- Silberne Ehrennadel des Schleswig-Holsteinischen Heimatbundes 2005
- Deutscher Bürgerpreis 2006 der Initiative „für mich, für uns, für alle“, zu der sich engagierte Bundestagsabgeordnete, Städte, Landkreise und Gemeinden Deutschlands und die Sparkassen zusammengeschlossen haben, für das Lebenswerk Gerhard Hochs.

## Schriften
- Reichsarbeitsdienst in Kaltenkirchen: Abt. 8/73 "Jürgen Fuhlendorf", Historische Arbeitsgruppe, Kaltenkirchen 1977.
- Hauptort der Verbannung: das KZ-Aussenkommando Kaltenkirchen: 12 wiedergefundene Jahre Kaltenkirchen 1933–1945, Wäser, Bad Segeberg 1979, ISBN 3-87883-002-5.
- Zwölf wiedergefundene Jahre: Kaltenkirchen unter d. Hakenkreuz. Verl. Roland-Werbung, Bad Bramstedt 1980, wiederaufgelegt 2006, hrsg. vom Trägerverein KZ-Gedenkstätte Kaltenkirchen in Springhirsch e. V., Zwölf wiedergefundene Jahre: Kaltenkirchen unter d. Hakenkreuz. Books on Demand, Norderstedt 2006, ISBN 3-8334-4271-9.
- Die braune Synode: ein Dokument kirchlicher Untreue, Roland-Verlag, Bad Bramstedt 1982, ISBN 3-9800669-1-6.
- Vom christlichen Umgang mit der Geschichte: Verdrängung oder Verheißung, Selbstverlag, Alveslohe 1982.
- Verschleppt zur Sklavenarbeit: Kriegsgefangene und Zwangsarbeiter in Schleswig-Holstein, Zusammen mit Rolf Schwarz, Selbstverlag, Alveslohe 1985.
- Ein Dorf treibt Sport: 70 Jahre TUS Teutonia Alveslohe, 1. Juni 1913. Selbstverlag, Alveslohe 1985
- Das Scheitern der Demokratie im ländlichen Raum: das Beispiel der Region Kaltenkirchen/Henstedt-Ulzburg 1870 - 1933, Neuer-Malik-Verlag, Kiel 1988, ISBN 3-89029-911-3.
- Zeitgeschichtliche Spuren in Kaltenkirchen: 1933 – 1945: Ein Stadtführer, Ortsverband Gewerkschaft Erziehung und Wissen, Kaltenkirchen 1989.
- Von Auschwitz nach Holstein: der Leidensweg der 1200 jüdischen Häftlinge von Fürstengrube (KZ-Aussenkommando), VSA-Verlag, Hamburg 1990, ISBN 3-87975-513-2; Dölling und Galitz, Hamburg 1998, ISBN 3-930802-91-0.
- Gustav Meyer: ein Kaltenkirchener Lehrerschicksal, Selbstverlag, Kaltenkirchen 1992.
- Oskar Alexander: vom Kurhaus ins Konzentrationslager, Roland-Verlag, Bad Bramstedt 1994, ISBN 3-9803218-2-7.
- Alveslohe und das Gut Kaden, Meincke, Norderstedt 1996.
- Die Amtszeit des Segeberger Landrats Waldemar von Mohl 1932 – 1945, Dölling und Galitz, Hamburg 2001, ISBN 3-933374-92-8.
- Ernst Szymanowski-Biberstein. Die Spuren eines Kaltenkirchener Pastors, Wachholtz Verlag, Neumünster 2009, ISBN 978-3-529-05881-3.